# Victor Hugo Arroyo
Víctor Hugo Arroyo (San Miguel de Tucumán, Tucumán, 26 de enero de 1955) es un exfutbolista argentino que jugaba como delantero.

## Carrera

### Atlético Tucumán
Arroyo debutó en Atlético Tucumán en el año 1973, cuando el decano se coronó campeón de la Liga Tucumana y se ganó la clasificación al Nacional 1974, donde tuvo un gran rendimiento.

### Independiente
En 1975 es transferido a Independiente, donde se consagró campeón de la Copa Libertadores. En 1976 se coronó campeón de la Copa Interamericana al convertir el último penal en la definición frente a Atlético Español.
En 1977 fue subcampeón del Metropolitano por 2 puntos de diferencia, pero puedo tomar revancha en el Nacional cuando derrotó a Talleres en la final.

### Unión
En 1978 llegó a Unión, donde se adaptó rápidamente, en un equipo que terminó tercero del Metropolitano, a dos puntos del primero y en el Nacional terminó primero en su grupo, avanzando a la fase final, donde cayó en semifinales ante River. En el Nacional 1979 llegó a la final del torneo, pero perdió ante River luego de empatar los dos partidos y definir la serie por el gol de visitante. En 1980 llegó nuevamente a la fase final del Campeonato Nacional.

### Monterrey
En 1981 tuvo su primera experiencia internacional al viajar a México para jugar en Monterrey.

### Loma Negra
Volvió a Argentina en 1983 para jugar en Loma Negra, destacándose en el Nacional 1983, donde fue la sorpresa al avanzar a la fase final.

### Final de carrera
En el final de su carrera jugó en Sportivo Baradero, Rivadavia y Racing de Olavarria, donde se retiró del fútbol.

## Selección Argentina
Fue convocado a la Selección Argentina por César Luis Menotti junto a sus compañeros de Atlético Tucumán, Ricardo Julio Villa y René Alderete para unos partidos amistosos.

## Clubes
| Club                | País      |
| ------------------- | --------- |
| Atlético Tucumán    | Argentina |
| Independiente       | Argentina |
| Unión               | Argentina |
| Monterrey           | México    |
| Loma Negra          | Argentina |
| Sportivo Baradero   | Argentina |
| Rivadavia           | Argentina |
| Racing de Olavarria | Argentina |

## Palmarés
| Título              | Equipo           | País      | Año  |
| ------------------- | ---------------- | --------- | ---- |
| Liga Tucumana       | Atlético Tucumán | Argentina | 1974 |
| Copa Libertadores   | Independiente    | Argentina | 1975 |
| Copa Interamericana | Independiente    | Argentina | 1976 |
| Campeonato Nacional | Independiente    | Argentina | 1977 |